# John Abbey
John Abbey (Wilton Northants, 22 dicembre 1785 – Versailles, 19 febbraio 1859) è stato un organaro inglese.